# Sarcophaga novercoides
Sarcophaga novercoides är en tvåvingeart som beskrevs av Bottcher 1913. Sarcophaga novercoides ingår i släktet Sarcophaga och familjen köttflugor.
Artens utbredningsområde är Tyskland. Inga underarter finns listade i Catalogue of Life.